# Eriogonum elongatum
Eriogonum elongatum är en slideväxtart som beskrevs av George Bentham. Eriogonum elongatum ingår i släktet Eriogonum och familjen slideväxter.

## Underarter
Arten delas in i följande underarter:
- E. e. areorivum
- E. e. vollmeri